# Khassaraporn Suta
Khassaraporn Suta (em tailandês:  เกษราภรณ์ สุตา; também transcrita Khesaraporn; 12 de dezembro de 1971, em Lampang) é uma ex-halterofilista da Tailândia.
Khassaraporn Suta ganhou medalha de bronze em halterofilismo nos Jogos Olímpicos de 2000, com 210 kg no total combinado (92,5 no arranque e 117,5 no arremesso), na categoria até 58 kg.
Quadro de resultados
| Ano  | Posição | Competição                           | Classe de peso | Marca               |
| 1994 | 3.      | Campeonato Mundial em Istambul       | –59 kg         | 197,5 kg (85+112,5) |
| 1997 | 1.      | Jogos do Sudeste Asiático em Jacarta | –59 kg         | 217,5 kg (92,5+125) |
| 1997 | 2.      | Campeonato Mundial em Chiang Mai     | –59 kg         | 210 kg (92,5+112,5) |
| 1998 | 3.      | Jogos Asiáticos em Bangkok           | –58 kg         | 210 kg (90+120)     |
| 1999 | 4.      | Campeonato Mundial em Atenas         | –58 kg         | 217,5 kg (92,5+125) |
| 2000 | 3.      | Campeonato Asiático em Osaka         | –58 kg         | 212,5 kg (90+122,5) |
| 2000 | 3.      | Jogos Olímpicos em Sydney            | –58 kg         | 210 kg (92,5+117,5) |

Em 13 de outubro, nos Jogos do Sudeste Asiático de 1997, ela definiu um recorde mundial no arremesso: 125 kg na categoria até 59 kg (categoria essa que foi abolida após a reestruturação das classes de peso que a Federação Internacional de Halterofilismo fez em 1998).